# Никодим (Лебедев)
Архимандри́т Никоди́м (в миру Николай Арсеньевич Лебедев; ок. 1802, Костромская губерния — 21 января (2 февраля) 1854, Чернигов) — архимандрит Русской православной церкви, настоятель Елецкого Успенского монастыря, ранее был ректором нескольких духовных семинарий.

## Биография
Обучался сначала в Костромской духовной семинарии, потом в Санкт-Петербургской духовной академии, товарищ по VІІ академическому курсу киевского митрополита Платона (Городецкого). Во время студенчества в издававшихся при Спб. Академии книжках «Некоторые упражнения студентов VII курса» напечатаны его работы: «Слово в день Преображения Господнего» (т. I, стр. 211), «Взгляд на постепенное раскрытие пророчеств о мессии» (т. II, стр. 159, магистер. дисс.), «Не имеют ли иудеи права, на основании пророчеств, ожидать мессию — царя земного?» (II, 295).
Ещё на студенческой скамье 20 ноября (2 декабря) 1825 года пострижен в монашество и произведён в иеродиаконы.
По окончании курса в 1827 году со степенью магистра богословия, рукоположён в сан иеромонаха и определён инспектором и профессором церковной истории и греческого языка в Костромскую духовную семинарию.
В мае 1829 года произведен в игумены Луховского Николаевского монастыря.
12 (24) октября 1829 года перемещён в Санкт-Петербургскую духовную академию бакалавром богословских наук, проходил здесь одно время должность библиотекаря и исправлял должность инспектора.
11 (23) августа 1830 года определён ректором и профессором богословских наук в новую Саратовскую духовную семинарию, а 19 сентября того же года произведён в архимандриты. В Саратове проходил также должность члена консистории и цензора проповедей. 30 ноября (12 декабря) 1832 года определён настоятелем Саратовского Спасо-Преображенского монастыря.
29 апреля (11 мая) 1833 года переведён ректором в Иркутскую духовную семинарию и здесь назначен настоятелем иркутского Вознесенского монастыря, сделан членом консистории и цензором.
В 1840 году переведён в ректоры Пермской духовной семинарии с совмещением и здесь вышеозначенных должностей.
В сентябре 1842 года перемещён на ректорство в Тамбовскую духовную семинарию с настоятельством в Козловском Троицком монастыре.
В 1845 году вызывался на чреду священнослужения и проповеди в Санкт-Петербург и пробыл там два года.
В 1847 году назначен ректором Тверской духовной семинарии и настоятелем тверского Отроча монастыря.
31 марта (12 апреля) 1852 года уволен от духовной учебной службы и назначен настоятелем Елецкого Успенского монастыря Черниговской епархии, где и скончался 21 января (2 февраля) 1854 года.

## Сочинения
- «Слово в день Преображения Господнего» // «Некоторые упражнения студентов VII курса», т. I, стр. 211
- «Взгляд на постепенное раскрытие пророчеств о мессии» // «Некоторые упражнения студентов VII курса», т. II, стр. 159, магистер. дисс.
- «Не имеют ли иудеи права, на основании пророчеств, ожидать мессию — царя земного?» // «Некоторые упражнения студентов VII курса», т. II, 295.
- «Три слова, говоренные в Иркутске, СПб., 1841 г.»
- «Слова на разные случаи; Спб., 1847 г.»
- «Слова, говоренные в тверском Отроче монастыре в 1848—1850 гг.»
- Описание Иркутского Вознесенского первоклассного монастыря. СПб., 1840. 60 с.